# Cerkiew Wniebowstąpienia Pańskiego w Moskwie (Basmannyj)
Cerkiew Wniebowstąpienia Pańskiego – prawosławna cerkiew w Moskwie, w dekanacie Objawienia Pańskiego eparchii moskiewskiej Rosyjskiego Kościoła Prawosławnego. Położona przy ulicy Radio w rejonie Basmannym.

## Historia
Świątynia na tym miejscu wzmiankowana jest przed 1771 r., w tym okresie znajdowała się w granicach prywatnego majątku należącego do Aleksieja Razumowskiego. Od wymienionego roku pełniła funkcje cerkwi parafialnej, w związku ze wzrostem liczby prawosławnych mieszkańców najbliżej położonych terenów nad Jauzą. Kamień węgielny pod budowę nowego murowanego obiektu sakralnego położono 25 maja 1788 r., zaś w 1793 r. wyświęcono główny ołtarz pod wezwaniem Wniebowstąpienia Pańskiego. Głównym fundatorem budynku był Nikołaj Diemidow, który również posiadał majątek w okolicy, wznoszenie cerkwi współfinansowali parafianie. Oprócz ołtarza głównego w cerkwi znalazły się ołtarze św. Mikołaja oraz Proroka Mojżesza; ten drugi nawiązywał swoim wezwaniem do monasteru św. Mojżesza na Placu Maneżowym. Został on zlikwidowany i rozebrany krótko wcześniej; pozyskany z niego materiał budowlany został użyty do budowy cerkwi Wniebowstąpienia Pańskiego, ponadto trafiła do niej część wyposażenia z klasztornego soboru.
Prawdopodobnie autorem projektu cerkwi był Matwiej Kazakow, jednak nie zostało to ostatecznie rozstrzygnięte.
Cerkiew nie została zamknięta natychmiast po rewolucji październikowej i wojnie domowej. Była czynna jeszcze w połowie lat 30., dopiero później zaadaptowano ją na klub Instytutu Aerodynamicznego. Następnie mieściła się w niej pracownia ślusarska, internat, magazyny i sala wystawowa. W latach 60. XX wieku obiekt został odrestaurowany i zaadaptowany na drukarnię, następnie należał do chóru Moskiewskiej Filharmonii Obwodowej.
Cerkiew została zwrócona Rosyjskiemu Kościołowi Prawosławnemu w 1990 r. Nabożeństwa w niej wznowiono trzy lata później. Miejscowa parafia stała się ośrodkiem kultu Mikołaja II i jego rodziny, jeszcze przed jego formalną kanonizacją.
W latach 30. XX wieku w cerkwi służyli dwaj kapłani, którzy ponieśli następnie śmierć w czasie wielkiej czystki i zostali kanonizowani jako nowomęczennicy – Piotr Kanardow i Dmitrij Bajanow.

## Architektura
Cerkiew Wniebowstąpienia Pańskiego uważana jest za jeden z cenniejszych przykładów wczesnej moskiewskiej architektury klasycystycznej, jeden z wyróżniających się monumentalizmem zabytków tego okresu. 
Świątynia wzniesiona jest na planie nawiązującym do okrętu, co może stanowić zapożyczenie z architektury zachodnioeuropejskiej. Nawa, obszerny przedsionek i trójkondygnacyjna dzwonnica nad wejściem rozmieszczone są na jednej osi. Nawa wzniesiona została na planie koła i jest znacznie wyższa od niskiego przedsionka. Budowla zdobiona jest korynckimi pilastrami i kolumnami. Wnętrze nawy-rotundy jest bardzo dobrze oświetlone dzięki trzem rzędom okien.